# Günther Rall
Günther Rall (1918. március 10. – 2009. október 4.) német vadászpilóta, légi győzelmek alapján a világ harmadik legeredményesebb pilótája. Győzelmeit a híres Messerschmitt Bf 109-el aratta, összesen 275-öt: 272-t a keleti fronton, ebből 241-et szovjet pilóta felett. 621 bevetést repült, ebből nyolcszor lőtték le, háromszor sebesült meg komolyabban. A szovjetek rettegtek gépétől, a „Fekete 13”-tól.

## Kezdetek
Németországban, Schwarzwald tartományban, Gaggenau-ban született 1918-ban. 1936-ban lépett be a hadseregbe. A drezdai háborús akadémiára járt, amikor belépett a Luftwaffe-ba. 1938-ban végzett pilótaként. Hadnagyi rangban csatlakozott Jagdgeschwader 52 kötelékébe.

## A második világháború
Rall első bevetését a franciaországi hadjárat alatt teljesítette. 1940. május 18-án megszerezte első légi győzelmét egy Curtiss Hawk felett. Az angliai csata alatt a JG 52-t áthelyezték Calais-be. Július 25-én kinevezték hadnaggyá. Ő irányította a 8./JG52-t. Augusztus elsején főhadnaggyá léptetik elő. Rall következő szerepe a Balkáni hadjáratban volt1941 tavaszán. 1941 májusában részt vett a Merkur hadműveletben, Kréta légi úton való megszállásában is. A sikeres hadmozdulat után a JG 52-t áthelyezték Romániába, az olajmezők védelmére. 1941 júniusában, a Barbarossa hadműveletben, 3 nap alatt 3 győzelmet aratott. 5 nap alatt, Rall és köteléke 50 szovjet gépet lőtt le. Október közepén már 12  igazolt légi győzelemmel rendelkezett.
1941. november 28-án, Rall megszerezte 36-dik győzelmét, de a motorja felmondta a szolgálatot és lezuhant a német vonalak mögött. 3 bordája eltörött. 9 hónapig lábadozott, míg 1942 augusztusában visszatérhetett alakulatához. Még ebben a hónapban szerzett a meglévő 36 győzelméhez 26-ot.
Augusztus és október között további 38 ellenséges gépet lőtt le, ezzel győzelmei számát 101-re növelte. 1942. november 26-án átvehette a Lovagkeresztet, személyesen Hitlertől. 1943 áprilisában századossá léptetik elő. Ezzel egy időben III./JG 52 parancsnoka lett. Augusztus 7-én megszerezte 150. igazolt győzelmét. A 200.-at szeptember végén érte el. 1943 októbere, Rall legtermékenyebb hónapja volt, 40 diadalt aratott. Az 1943. évben 151 győzelmet ért el, csak két pilóta előzte meg: Walter Nowotny (196) és Hermann Graf (160).
1944. április 19-én áthelyezték a JG 11-be ahol a II./JG 11 fölött parancsnokolt. A JG 11 csatlakozott a Reich védelméhez. Rall újra szembekerült az angol pilótákkal. A 8. légi hadsereg ugyanis folyamatosan bombázta Németországot. 1944. május 1-jén őrnaggyá léptették elő. (Ebben a rendfokozatban fejezte be a háborút is.) Május 12-én Rall és további 4 társa szembekerült három P–47 Thunderbolttal. Vezetőjük, Hubert Zemke még a harc elején lelőtt 2 német gépet. További P–47-esek érkeztek. Rallt, Joseph Powers Junior kapitány vette üldözőbe. 2 sorozatot engedett ki. Rall és gépe zuhanni kezdett a föld felé. Több hónapra kórházba került és csak november végén térhetett vissza alakulatához.
Az utolsó hónapban átkerült a JG 300-hoz amely Dél-Németországban állomásozott. Szerencsétlenségére ebben az időszakban egy bevetést se tudott teljesíteni üzemanyaghiány miatt. A kapituláció után amerikai hadifogságba került.

## A háború után

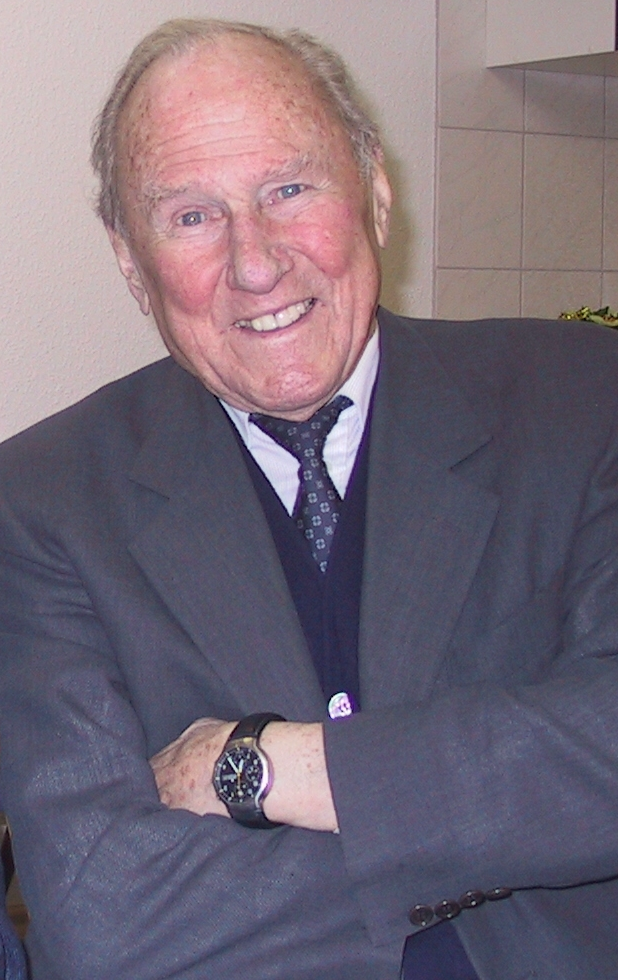
Günther Rall a Rheinmünster-Söllingen-i német–kanadai légimúzeumban, 2004. november 26-án

A fogságban megtanult angolul, majd hazatért. 1956-ban folytatta pályafutását az újramilitarizált Nyugat-Német Szövetségi Hadseregben. Az 1960-as évek elején egy gázturbinás vadászgépekkel repülő egység parancsnokává nevezik ki. 1971. január 1. és 1973. március 13-a között független szaktanácsadó volt. 1974. április 1-je és 1975. október 13-a között a NATO katonai attaséja. Pályája végén altábornagyként vonult vissza. 2004-ben megírta visszaemlékezéseit „Mein Flugbuch” (Repülőnaplóm) címmel.

## Fordítás
- Ez a szócikk részben vagy egészben  a   Günther Rall című angol Wikipédia-szócikk fordításán alapul.  Az eredeti cikk szerkesztőit annak laptörténete sorolja fel. Ez a jelzés csupán a megfogalmazás eredetét és a szerzői jogokat jelzi, nem szolgál a cikkben szereplő információk forrásmegjelöléseként.